# بخش برتون (شهرستان گیگا، اوهایو)
بخش برتون (به انگلیسی: Burton Township) یک منطقهٔ مسکونی در ایالات متحده آمریکا است که در شهرستان جی‌آگو، اوهایو واقع شده‌است.
 بخش برتون ۶۳٫۱ کیلومتر مربع مساحت و ۴٬۴۱۹ نفر جمعیت دارد و ۳۸۴ متر بالاتر از سطح دریا واقع شده‌است.